# Thomas Malthus
Thomas Robert Malthus (ˈtʰɒməs ˈɹʷɒbət ˈmælθəs) (Surrey, 13 de febrero de 1766-Bath, 29 de diciembre de 1834) fue un clérigo anglicano y erudito británico con gran influencia en la economía política y la demografía.
Miembro desde 1819 de la Royal Society, popularizó la teoría de la renta económica y es célebre por la publicación anónima en 1798 del libro Ensayo sobre el principio de la población (An Essay on the Principle of Population).
Está considerado como uno de los primeros demógrafos. Anteriores a Malthus fueron Johann Peter Süssmilch (1707-1767), a quien Malthus menciona en su libro, y John Graunt (1620-1674).

## Biografía
Nacido en Surrey el 13 de febrero de 1766, su principal estudio fue el Ensayo sobre el principio de la población (1798), en el que afirmaba que la población tiende a crecer en progresión geométrica, mientras que los alimentos solo aumentan en progresión aritmética, por lo que la población se encuentra siempre limitada por los medios de subsistencia.
Malthus fue educado según los principios pedagógicos de Jean-Jacques Rousseau, de quien su padre era íntimo amigo. Completó sus estudios en el Jesus College de Cambridge. Después de graduarse en filosofía y teología, fue ordenado pastor anglicano y estuvo durante un tiempo al frente de la parroquia de Albury. 
En 1793 fue designado miembro del equipo de dirección del Jesus College, puesto al que tuvo que renunciar en 1804 al contraer matrimonio. Por esas mismas fechas, la Compañía de las Indias Orientales fundó Haileybury, una nueva institución universitaria destinada a formar a los funcionarios que después servirían a Inglaterra en destinos de ultramar; allí ejerció Malthus como profesor de economía desde 1805 hasta su muerte en 1834.

## Contextos
En el pensamiento teórico que aparece en la primera edición anónima de Ensayo sobre el principio de la población hay que ubicarlo en al menos cuatro coordenadas en las que Malthus se encontraba:
- Representante de la economía clásica, amigo de David Ricardo con quien polemiza, influenciado por Jean Charles Léonard de Sismondi.
- Refutación de la Ilustración y su idea de progreso, rechazo de la idea de perfectibilidad del hombre, puesta en cuestión, para el propio Malthus, por la Revolución francesa y, por tanto, refutación del optimismo de pensadores del siglo XVIII como William Godwin (Enquiry Concerning Political Justice), Nicolas de Condorcet (L'esquisse d'un tableau historique des progrès d l'esprit humain) y Jean-Jacques Rousseau, quienes creían en la evolución futura de la razón, de la ciencia, de la técnica y de la capacidad ilimitada de mejora de la sociedad, compuesta por hombres buenos y libres unidos bajo un contrato social.[7]
- Imposición divina de la virtud que imposibilita cualquier cambio de la naturaleza humana, y que Malthus observaba en el peligro del crecimiento de la población opuesto al progreso sin fin hacia una sociedad utópica por las limitaciones productivas de la tierra. Para Malthus: "El poder de la población es indefinidamente más grande que el poder de la tierra para garantizar la subsistencia del hombre".[8][9]
- Inglaterra a finales del siglo XVIII que presentaba un sombrío cuadro: gran crecimiento demográfico (Gregory King da una cifra de 5 millones en 1700 y de 9,2 millones en 1801) causado, entre otras razones, por la revolución industrial[cita requerida]; junto a problemas en la producción de alimentos, motivados por los vallados de los open fields; la subida de precios y la existencia de las leyes de pobres inglesas que, para Malthus y otros, promovía la procreación irresponsable.[6]

## Ensayo sobre el principio de la población

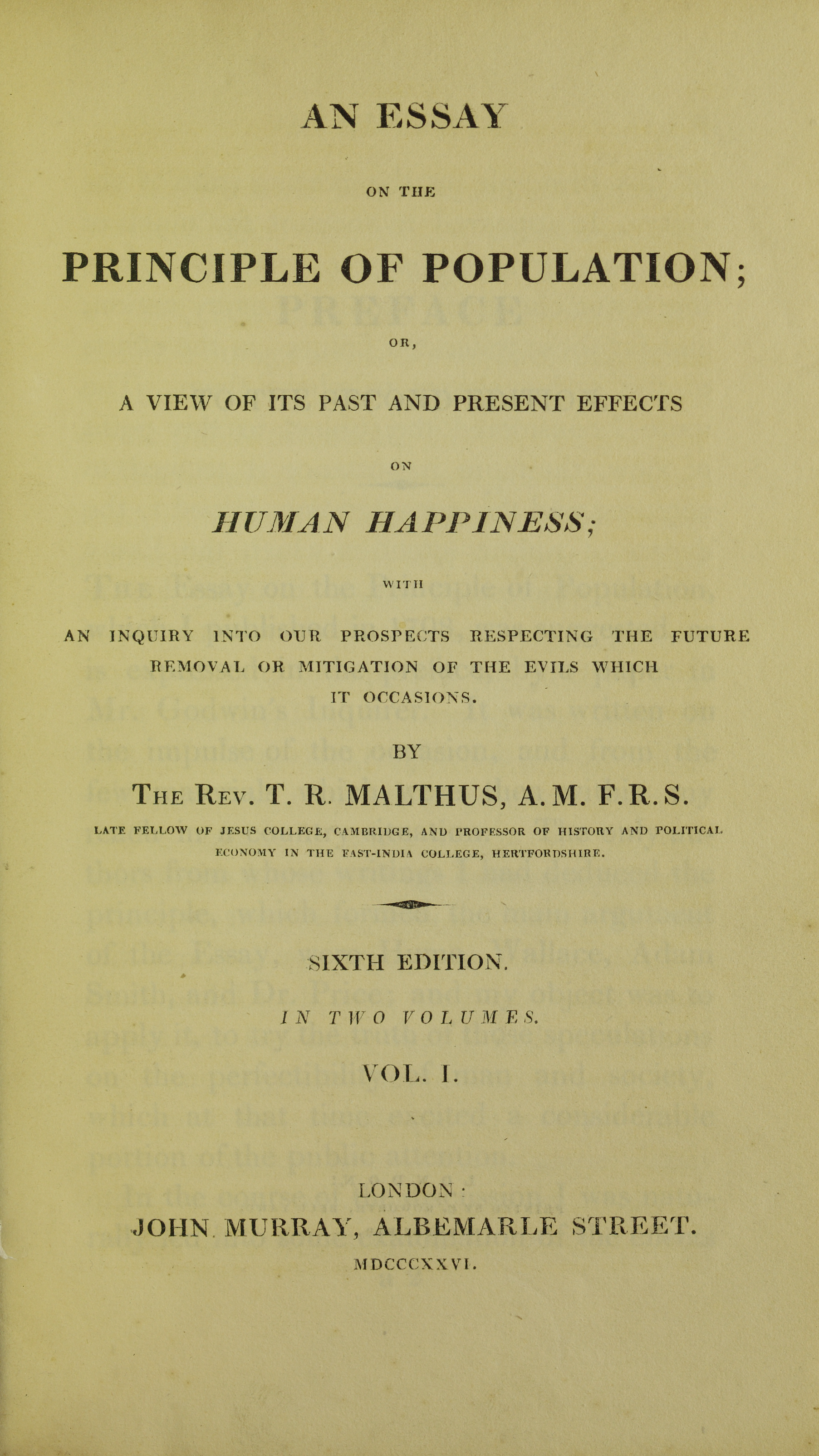
Essay on the principle of population, 1826

Fueron seis las ediciones de su Ensayo sobre el principio de la población, la primera en 1798 como anónimo, la segunda, ya con su nombre en 1803 y la última en 1826. La primera edición era puramente teórica, no documentaba muchos de los postulados. La última edición está más documentada y argumentada aunque, en ocasiones, tampoco justifica con datos sus proposiciones.
Ediciones de Ensayo sobre el principio de la población y relacionados
- 1798: 1.ª edición (anónima), An Essay on the Principle of Population, as it affects the future improvement of society with remarks on the speculations of Mr. Godwin, M. Condorcet, and other writers. Ensayo sobre el principio de la población, como afecta al futuro mejoramiento de la sociedad con comentarios a las especulaciones de Mr. Godwin, M. Condorcet y otros escritores.
- 1803: 2.ª edición más extensa (250.000 palabras, firma Malthus): An Essay on the Principle of Population; or, a view of its past and present effects on human happiness; with an enquiry into our prospects respecting the future removal or mitigation of the evils which it occasions. Ensayo sobre el principio de la población; o una vista al pasado y presente de sus efectos en la felicidad humana; con una investigación sobre nuestras perspectivas respecto a la futura eliminación o mitigación de los males que ocasiona.
- 1806, 1807, 1817 y 1826: 3.ª a 6.ª edición; con cambios no muy importantes sobre la 2.ª edición.
- 1823: Artículo Población (Population) en la Enciclopedia británica.
- 1830: Malthus hace un largo extracto sobre el artículo de 1823 (Population) y lo imprime como A summary view of the Principle of Population. Un resumen sobre el principio de la población.[10]

### Planteamiento del problema
En el capítulo I del Libro Primero sobre los obstáculos que se han puesto al aumento de la población señala Malthus que: 

Mas en el hombre los efectos de este obstáculo (límites naturales de espacio y alimento) son muy complicados; guiados por el mismo instinto, le detiene la voz de la razón que le inspira el temor de ver a sus hijos con necesidades que no podrá satisfacer. Si cede a este justo temor es muchas veces por virtud. Si por el contrario le arrastra su instinto, la población crece más que los medios de subsistencia.

Y más adelante indica la progresión de la población (geométricamente) y la de los alimentos (aritméticamente). 

Cuando no lo impide ningún obstáculo, la población se va doblando cada veinticinco años, creciendo de período en período, en una progresión geométrica.
Los medios de subsistencia, en las circunstancias más favorables, no se aumentan sino en una progresión aritmética.

Para demostrar que la población tiene la capacidad de doblarse cada 25 años, pone como ejemplo el crecimiento de la población en Estados Unidos durante el siglo XVIII, donde gracias a los matrimonios precoces y a la abundancia de los recursos alimenticios, no hay restricciones a la fuerza natural de expansión de la población.
Después de guerras o epidemias, con mortalidades muy altas en una región determinada, la población que sobrevive se encuentra con una relativa abundancia de recursos alimentarios. La capacidad de crecimiento de la población sobreviviente en condiciones favorables, hace que la población original se recupere en un corto periodo de tiempo.[cita requerida]

### Obstáculos al crecimiento de la población
Para Malthus existían unos obstáculos o frenos (checks) al crecimiento de la población que clasificó de dos maneras, como obstáculos privativos y destructivos (según la voluntariedad) y como restricción o repugnancia moral, vicios y miserias o padecimientos.
Obstáculos privativos son aquellos que son voluntarios
- Restricción moral: abstinencia del matrimonio, castidad, retraso del matrimonio hasta acumular recursos.
- Vicios: libertinaje, prácticas contrarias a la naturaleza, violación del lecho conyugal, uniones criminales, uniones irregulares.

Obstáculos destructivos, no son voluntarios
- Miseria: ocupaciones malsanas, trabajos penosos, pobreza, mala alimentación, insalubridad, enfermedades, epidemias, hambre, peste.
- Desgracias: guerras, catástrofes naturales, conflictos políticos.

### Proposiciones fundamentales
Malthus condensa en tres proposiciones fundamentales el contenido básico de su libro:

1.- La población está limitada necesariamente por los medios de subsistencia.
2.- La población crece invariablemente siempre que crecen los medios de subsistencia, a menos que lo impidan obstáculos poderosos y manifiestos.
3.- La fuerza superior de crecimiento de la población no puede ser frenada sin producir miseria.

## Malthusianismo
Se da el nombre de malthusianismo o maltusianismo a la teoría demográfica, económica y sociopolítica, desarrollada por Malthus durante la revolución industrial, según la cual la capacidad de crecimiento de la población responde a una progresión geométrica, mientras que el ritmo de aumento de los recursos para su supervivencia solo lo puede hacer en progresión aritmética. Según esta hipótesis, de no intervenir obstáculos represivos (guerras, pestes, hambrunas, etc.), el nacimiento de nuevos seres mantiene la población en el límite permitido por los medios de subsistencia, en el hambre y en la pobreza. 

### Influencia del malthusianismo
Malthus fue muy influyente en el pensamiento económico, político, social y científico. Malthus sigue siendo un escritor de gran importancia y controversia.
Influyó, a través de la novelista Harriet Martineau, en los biólogos evolucionistas, en particular en Charles Darwin y Alfred Russel Wallace, para quienes el malthusianismo era una especie de trampolín intelectual a la idea de selección natural y a la teoría de la evolución. 
La teoría de Malthus es un tema recurrente en las ciencias sociales. Por ejemplo, John Maynard Keynes, en su libro Las consecuencias económicas de la paz, abre la polémica con una imagen malthusiana sobre la economía política de Europa como inestable a causa de la presión demográfica malthusiana sobre los suministros de alimentos. Paul R. Ehrlich, en su libro malthusiano La explosión demográfica (Population Bomb), ha jugado un papel importante en el movimiento ecologista de los años 1960 y ayudó a proporcionar una justificación para la investigación y desarrollo de métodos anticonceptivos.
Muchos modelos de crecimiento y agotamiento de los recursos tienen una inspiración malthusiana: 
- La tasa de consumo de energía superará la capacidad de encontrar y producir mejores y nuevas  fuentes de energía por lo que se producirá una crisis que podría unirse a una crisis por el suministro de alimento si la población sigue creciendo.
- El Club de Roma y su informe Los límites del crecimiento.
- Organizaciones como Optimum Population Trust.[18]

## Críticas a Malthus

### Crítica de Marx
Karl Marx, en una nota de El capital, expone una de las primeras críticas a la teoría malthusiana. Marx considera la teoría demográfica de Malthus como un plagio superficial de autores tan distintos como Daniel Defoe, Benjamin Franklin, Alfred Russel Wallace y otros. Marx defiende, frente a Malthus, que el progreso en la ciencia y la tecnología permitirán el crecimiento exponencial de los recursos.

### Desigualdad y pobreza
Malthus entendía que los pobres se multiplicaban, presas del instinto de reproducción, aún en condiciones de miseria, entre otras cosas por su irresponsabilidad, fomentada, por las leyes de pobres inglesas que para Malthus suponían una liberación de la restricción moral y finalmente una carga innecesaria para el Estado en forma de ayudas a padres e hijos que suponían costes innecesarios. Por eso se hizo una nueva Ley de pobres de 1834 (año en que falleció Malthus), inspirada en sus teorías, que era mucho peor: centralizaba la asistencia pública y los desempleados e incapaces de mantenerse solos eran "recogidos" como cualquier animal vagabundo en una institución llamada workhouse o "casa de trabajo", que separaba cuatro bloques de indigentes: ancianos y discapacitados; niños; hombres sin discapacidad y mujeres sin discapacidad. Aparte del problema del trabajo infantil, se convirtió al cabo en un castigo y signo de discriminación y vergüenza social. Sin embargo, contra esta ley y estas instituciones se levantaron las novelas y artículos de Charles Dickens y Elizabeth Gaskell, entre otros, y las críticas contra el pauperismo malthusiano y la Ley de pobres de 1834 de Friedrich Engels en su La situación de la clase obrera en Inglaterra (1845). 
Malthus estableció una relación importante entre población y riqueza (alimentos y otros bienes necesarios para la vida) pero mantuvo esa idea básica como constituyente inexorable de una sociedad desigual, donde unos ricos privilegiados no necesitaban una población excesiva si ésta podía ocasionarles gastos en forma de impuestos. En este sentido Malthus proporcionaba buena conciencia a las clases dominantes -la imprevisión de los pobres y su situación es responsabilidad exclusiva de ellos mismos- y fortalecía el orden social existente.
Una de las citas más renombradas de Malthus es la siguiente:

Un hombre que nace en un mundo ya ocupado, si sus padres no pueden alimentarlo y si la sociedad no necesita su trabajo, no tiene ningún derecho a reclamar ni la más pequeña porción de alimento (de hecho, ese hombre sobra). En el gran banquete de la Naturaleza no se le ha reservado ningún cubierto. La naturaleza le ordena irse y no tarda mucho en cumplir su amenaza.

En otra versión:

El hombre que nace en un mundo ya ocupado no tiene derecho alguno a reclamar una parte cualquiera de alimentación y está de más en el mundo. En el gran banquete de la naturaleza no hay cubierto para él. La naturaleza le exige que se vaya, y no tardará en ejecutar ella misma tal orden.

Sin embargo, aboga por disminuir en todo lo posible la desigualdad económica entre clases sociales. A lo largo del ensayo sobre la población, clama en numerosas ocasiones por medidas económicas encaminadas al aumento de la producción agrícola como único medio para aumentar la "riqueza de las naciones", que él mismo considera indisociable de un incremento en la felicidad de la población y en concreto en la mejora de la situación de las clases más desfavorecidas.
Malthus defiende en última instancia que, a pesar de que sea inevitable que una parte de la sociedad viva en la miseria, se reduzcan las desigualdades económicas mediante el crecimiento de las clases medias. Para simplificar su posición a este respecto utiliza la metáfora de un comerciante de madera que desea explotar la madera de un roble, donde este representa la sociedad:

Las partes más valiosas de un roble [...] no son ni las raíces ni las ramas, y, sin embargo, éstas son indispensables para la existencia del tronco que se halla en el centro y es la parte deseada. El negociante en madera no pretenderá nunca [...] un roble sin raíces ni ramas, pero si encontrase alguna forma de cultivo que le permitiese aumentar [...] el tronco y disminuir [...] raíces y ramas, tendría razón para esforzarse por generalizar su aplicación. En igual modo, aun cuando no podemos pretender excluir la riqueza y la pobreza de la sociedad, si encontráramos una forma de gobierno que permitiese disminuir el número de personas de las zonas extremas y aumentar el de la zona media, tendríamos, sin duda, la obligación de adoptarla.

### Previsiones acertadas sujetas a interpretación
Thomas Malthus afirmó en 1798 en su Ensayo sobre los principios de la población que pese al progreso notable de la tecnología agrícola y de la producción de alimentos, el crecimiento de la población neutralizaría este progreso y una parte importante de la humanidad permanecería siempre en la miseria y el hambre. Los métodos anticonceptivos y el control de la natalidad, han limitado el crecimiento de la población en los países desarrollados, de manera que la producción de alimentos ha sobrepasado el nivel necesario. No obstante, buena parte de la población mundial se ha mantenido en condiciones de pobreza y aun de hambre, e incluso en los países desarrollados, el hambre no ha sido totalmente erradicada en las clases sociales marginales.

## Economía de Malthus
Malthus defendía la estabilidad a largo plazo de la economía por encima del corto plazo. Criticó las leyes de pobres inglesas, apoyó –contrariamente a las posiciones de la economía clásica y en círculos cerrados– las proteccionistas Leyes de los cereales, que introdujeron un sistema de impuestos sobre las importaciones de trigo británico, ya que pensaba que estas medidas fomentarían la producción interna, y así promover los beneficios a largo plazo.
La teoría de la población de Malthus ha contribuido a que la Economía sea conocida también como la ciencia lúgubre, nombre que le dio Thomas Carlyle.
Malthus también realizó importantes aportes a la teoría del valor y su medida, así como a la teoría de las crisis y el subconsumo.
Una de las ideas que preocupaba a Malthus era lo que él llamaba el “atascamiento general”; guardando la distancia en el tiempo, tanto en el pasado, como hoy en día, muchas empresas producen bienes que él llamaba “esenciales”, como los alimentos, y los “no esenciales”, como son los artículos de lujo, deseados por las personas. Son muchas las empresas que han ido a la quiebra por producir grandes cantidades de bienes, que luego la gente no compra, ya sea porque no están interesados en ellos, porque no son motivadores, porque no los conocen o porque aparecen otros más innovadores y muchas veces más baratos.

## Publicaciones

### Original inglés
- 1798 - An Essay on the Principle of Population (Ensayo sobre el principio de la población)

- 1798: 1.ª edición anónima, An Essay on the Principle of Population, as it affects the future improvement of society with remarks on the speculations of Mr. Godwin, M. Condorcet, and other writers.
- 1803: 2.ª edición más extensa (250 000 palabras) con firma de Malthus: An essay on the Principle of Population; or, a view of its past and present effects on human happiness; with an enquiry into our prospects respecting the future removal or mitigation of the evils which it occasions.
- 1806, 1807, 1817 y 1826: 3.ª a 6.ª edición;, con cambios no muy importantes sobre la 2.ª edición.

- 1800 - Edición anónima, An Investigation of the cause of the Present High Price of Provisions and General Wealth of the Country.
- 1815 - An Inquiry into the Nature and Progress of Rent and the Principles by which it is Regulated.
- 1815 - The Grounds of an Opinion on the Policy of Restricting th Importation of Foreign Corn, intended as an Appendix to Observations on the Corn Laws.
- 1820 - Principles of Political Economy considered with a View to their Practical Application.
- 1823 - The Measure of Value stated and illustrated with an Application of it to the alterations in the Value of the English Currency since 1790.
- 1823 - Population, artículo para la Enciclopedia Británica.
- 1827 - Definitions in Political Economy; Preceded by an Inquiry into the Rules Which Ought to Guide Political Economists in the Definition and Use of Their Terms, with Remarks on the Deviation from These Rules in Their Writings.[29]
- 1830 - A Summary View of the Principle of Population, largo extracto sobre el artículo de 1823 (Population)[10]

### Traducción al español
- 1846 - Ensayo sobre el principio de la población, Thomas Robert Malthus, Madrid, 1846. (Vista completa y descarga en Google Books)
- 1966 - Primer ensayo sobre la población (traducción de Patricio de Azcárate Diz), Alianza Editorial, 2000, ISBN 84-206-3984-2. Con prólogo de John Maynard Keynes Robert Malthus: El primer economista de Cambridge (The First of the Cambridge Economists 1933, publicado en Essays in Biography, 1933).